# Laurie Spiegel
Laurie Spiegel, née le 20 septembre 1945 à Chicago, est une compositrice américaine. Elle a travaillé aux Laboratoires Bell en infographie et se fait connaître par ses compositions de musique électronique et son logiciel de composition de musique algorithmique Music Mouse. Elle joue également de la guitare et du luth. 
Spiegel était perçue par certains comme une pionnière de la nouvelle scène musicale de New York. Elle s'est retirée au début des années 1980, car elle pensait que l'intérêt se portait moins sur le processus artistique que sur le produit. La technologie était utilisée au service de son art, comme elle l'explique : « J'automatise tout ce qui peut l'être afin d'être plus libre de me concentrer sur les aspects de la musique qui ne peuvent pas être automatisés. Le défi est de savoir distinguer les deux ».
Sa réalisation de "Harmonices Mundi" (Johannes Kepler) a été choisie comme musique d'ouverture de la section "Sound of Earth" du disque Voyager Golden Record placé à bord de la sonde spatiale Voyager en 1977. Son morceau nommé "Sediment" a été utilisé dans le film The Hunger Games.

## Biographie
Laurie a vécu des expériences musicales dès l'enfance par la pratique autonome de la mandoline, de la guitare et du banjo qu'elle apprend à jouer à l'oreille. A 20 ans elle est inspirée par la musique occidentale avant d'écrire ses propres compositions. 
Elle est admise au Shimer College via un programme qui permet aux étudiants de s'y former avant la fin du lycée. Elle étudie par la suite à l'Université d'Oxford pendant un an en parallèle de sa formation, dans le cadre d'un partenariat,.
Après son diplôme en sciences sociales délivré par Shimer en 1967 , Spigel reste à Oxford une année supplémentaire  et commute à Londres pour étudier la guitare et la composition avec John W. Duarte. Puis elle déménage à New York, où elle réalise temporairement de la recherche en sciences sociales, avant de poursuivre son apprentissage de la composition. En effet, elle étudie avec Jacob Druckman, Vincent Persichetti et Hall Overton à Juilliard School de 1969 à 1972. Elle devient l'assistante compositrice de Druckman au Brooklyn College, atteignant ainsi un grade de Master en Composition Musicale en 1975 tout en faisant de la recherche sur la musique Américaine, encadrée par H. Wiley Hitchcock.
Spiegel se fait connaître pour son utilisation de l'algorithmique dans le processus de composition. Elle travaille avec du matériel des marques Buchla et Electronic Music Laboratories qui fabriquent des synthétiseurs. Son logiciel de composition le plus connu était Music Mouse, adapté pour les ordinateurs Macintosh, Amiga et Atari.  Son logiciel est désigné sous l'appellation "instrument intelligent", faisant référence aux connaissances musicales et contraintes stylistiques insérées dans le programme. L'automatisation des procédés pris en charge par le logiciel lui ont permis de se concentrer sur d'autres aspects de la musique en temps réel. En plus des improvisations avec le logiciel, Spiegel a composé plusieurs pièces dont "Cavis muris" en 1986, "Three Sonic Spaces" en 1989 et "Sound Zones" en 1990. Elle mettait à jour son programme sur Macintosh et jusqu'en 2012 il était disponible pour achat via son site web.
En plus de la musique électronique, l’œuvre de Spiegel comporte des partitions pour piano, guitare et autres instruments solo ainsi que des pièces pour petites formations orchestrales. Elle a également produit des dessins, photographies, vidéos artistiques, écrits et logiciels. En ce qui concerne l'imagerie, Spiegel a créé un des premiers logiciels de dessin à Bell Labs, qu'elle a ensuite étendu à la vidéo interactive et synchronisée avec du son dans les années 1970.
Elle a poursuivi son concept de musique visuelle en devenant artiste vidéaste au Laboratoire de la Télévision Expérimentale à New York en 1976. Elle a composé des musiques de séries pour le programme télévisé hebdomadaire "VTR-Video and Television Review" et des effets spéciaux sonores pour le téléfilm de sciences fiction The Lathe of Heaven, sous la direction de Davis Loxton.
Elle a donc commencé son activité de développeuse logiciel au début des années 1970, en complétant ses revenus par de l'enseignement et de la composition de bandes sonores. Dans les années 1980, elle délaisse la musique d'accompagnement pour se focaliser sur le développement de logiciels de création musicale. Elle est récompensée de son travail en 2018 par un « Grants to Artists award ».
Elle est inscrite au National Women's Hall of Fame.